# Brent Weber
Brent Paul Weber (ur. 16 lipca 1980 w Mauriceville) – amerykański aktor i model.

## Życiorys
Urodził się w Mauriceville w stanie Teksas. Został odkryty jako model, kiedy przyprowadził swoją młodszą siostrę na nabór do konkursu. Karierę modela rozpoczął w wieku szesnastu lat i pracował z takimi fotografami jak Bruce Weber i Herb Ritts.
W branży filmowej zadebiutował w 2006 gościnnym występem w serialu stacji NBC Hoży doktorzy (Scrubs). Jeszcze tego samego roku zagrał w jednym z odcinków serialu kryminalnego CSI: Kryminalne zagadki Miami, następnie powierzono mu rolę Terry’ego Burke’a w dramatycznym serialu FOX Miasteczko Point Pleasant (Point Pleasant).
Od 16 sierpnia 2006 do 16 stycznia 2008 grał Matthew Seana Montgomery’ego w operze mydlanej Wszystkie moje dzieci (All My Children). Pojawił się w siedemdziesięciu pięciu epizodach tego serialu. W przygodowym filmie Ryana Little Trop wyjętych spod prawa (Outlaw Trail: The Treasure of Butch Cassidy, 2006) wcielił się w postać aroganckiego Martina.